# Nichiren Shū

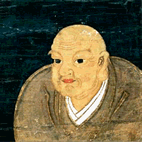
Nichiren

Nichiren Shu (日蓮宗, Nichiren School) is de oudste school binnen het Nichiren-boeddhisme. De school is een vereniging van verschillende tradities die hun oorsprong vinden bij de dertiende-eeuwse monnik Nichiren. Centraal staat het geloof in de Lotus Soetra en haar boodschap dat iedereen in dit leven dezelfde verlichting kan bereiken als de Boeddha. De primaire vorm van beoefenen is het reciteren van de mantra Namu Myoho Renge Kyo.  
Verschillende tradities die bij Nichiren Shu horen: 
| Traditie    | Oprichter                                                                         |
| Minobu-san  | Niko                                                                              |
| Hama-san    | Nissho                                                                            |
| Ikegami-shu | Nichiro                                                                           |
| Fuji-Fuse   | Nikko (gedeeltelijk, sommige tempels behoren toe tot de orde van Nichiren Shoshu) |

## Overzicht
Nichiren Shu staat bekend om zijn open en tolerante houding naar andere boeddhistische stromingen en gebruiken, in tegenstelling tot sommige andere scholen. Volgens Nichiren Shu heeft Nichiren Shonin vlak voor zijn dood zes opvolgers benoemd. Deze zes waren:
- Nissho (1221-1323)
- Nichiro (1245-1320)
- Nikko (1246-1333)
- Niko (1253-1314)
- Nitcho (1252-1317)
- Nichiji (1250-?)

Nichiren Shu ziet de Boeddha Shakyamuni als de eeuwige Boeddha en Nichiren Shonin als de belichaming van de bodhisattva Jogyo (superieure beoefening). Bodhisattva Jogyo wordt in het eenentwintigste hoofdstuk van de Lotus Soetra omschreven als de boodschapper van de werkelijke Dharma tijdens het laatste tijdperk van de leer.
De geschriften van Nichiren (Gosho of Go-ibun genoemd) worden gezien als commentaren of begeleidingen. Onder deze geschriften vallen de vijf grote werken die Nichiren tijdens zijn leven schreef, waarin hij zijn leer en beoefening uiteenzette. Ook bevatten zijn geschriften veel brieven die hij schreef naar zijn volgelingen. Er is een aantal brieven die niet met zekerheid aan Nichiren Shonin kunnen worden toegeschreven.

## Beoefening
De beoefening van Nichiren Shu bestaat uit vijf onderdelen, zoals beschreven in de Lotus Soetra:
1. Ontvangen en hooghouden van de soetra
2. Lezen van de soetra
3. Reciteren van de soetra
4. Onderwijzen van de soetra
5. Overschrijven van de soetra

De dagelijkse beoefening van de leden van Nichiren Shu bestaat uit de volgende twee onderdelen:
1. Reciteren van de Odaimoku: Namu Myoho Renge Kyo
2. Reciteren van het tweede en zestiende hoofdstuk van de Lotus Soetra en/of andere hoofdstukken uit de Lotus Soetra.

Daarnaast kunnen leden onder meer ook deelnemen aan stille meditatie, loopmeditatie en het kalligraferen van Namu Myoho Renge Kyo. Verder worden leden aangemoedigd om fundamentele boeddhistische concepten zoals de vier edele waarheden, het edele achtvoudige pad en de zes perfecties te bestuderen. Naast de Lotus Soetra gelden ook andere soetra’s als belangrijke bronnen voor verdieping van het geloof.

## Object van devotie
Nichiren Shu reikt een kalligrafische mandala/Gohonzon uit aan zijn leden. Hierop staan de namen van alle belangrijke figuren in de Lotus Soetra, geschreven in Chinese karakters. Het wordt ook wel gezien als een uitbeelding van het zestiende hoofdstuk van de Lotus Soetra, waarin Shakyamuni Boeddha zijn ware essentie onthult. 
Deze Gohonzon geldt als het object van devotie. Het meest voorkomend is de geschreven Gohonzon, maar beelden kunnen ook gebruikt worden als uitbeelding van de mandala. Verder worden er binnen de school de volgende objecten gebruikt als Gohonzon:
- Een beeld van de Boeddha Shakyamuni als de eeuwige Boeddha, soms geflankeerd door de vier bodhisattva’s van de aarde
- Een stoepa met de inscriptie Namu Myoho Renge Kyo, met daarnaast de Boeddha’s Shakyamuni en Taho
- Enkel een inscriptie van Namu Myoho Renge Kyo
- Een kalligrafische Gohonzon gemaakt door Nichiren Shonin.

Daarnaast zijn alle priesters van Nichiren Shu bevoegd om zelf een Gohonzon te maken. Ook kunnen zij een kopie uitreiken van een Gohonzon uit die geschreven is door Nichiren Shonin.

## Feestdagen
Nichiren Shu kent vele feestdagen en herinneringsmomenten, enkele hiervan zijn:
- 15 februari - De dag van de Nirvana; het overlijden van de Boeddha
- 16 februari - De geboortedag van Nichiren Shonin
- 21 maart - Ohigan; lente-equinox
- 8 April - geboortedag van de Boeddha
- 13-15 juli of augustus - Urabon; viering voor de voorouders
- 13 oktober - Oeshiki; het overlijden van Nichiren Shonin
- 8 december - Bodhi-dag; de verlichting van de Boeddha

## Belangrijke tempels
- Hokekyo-ji, tempel waar de originele Rissho Ankoku Ron wordt bewaard, een van de belangrijkste werken van Nichiren Shonin
- Ikegami Honmon-ji, de plek waar Nichiren overleed en werd gecremeerd
- Kuon-ji, een tempel opgericht door Nichiren op de berg Minobu
- Ryuko-ji, deze tempel markeert de plek waar Nichiren zou worden geëxecuteerd
- Seicho-ji, de tempel waar Nichiren Shonin werd opgeleid en waar hij de Odaimoku voor het eerst reciteerde.

## Geschiedenis van Nichiren Shu
Op 8 oktober 1282, een paar dagen voor zijn dood, benoemde Nichiren Shonin zes opvolgers:
| Naam                    | Leeftijd tijdens benoeming |
| Nissho (1221-1323)      | 62 jaar                    |
| Nichiro (1245-1320)     | 38 jaar                    |
| Nikko (1246-1333)       | 37 jaar                    |
| Niko (1253-1314)        | 30 jaar                    |
| Nicho (1252-1317)       | 31 jaar                    |
| Nichiji (1250-Onbekend) | 33 jaar                    |

Nichiren stierf uiteindelijk een paar dagen later, op 13 oktober 1282, in het bijzijn van zijn volgelingen. Dit gebeurde rond acht uur in de ochtend, in Ikegami. De volgende dag, rond acht uur ’s avonds, werd Nichirens lichaam overgeplaatst in een kist en rond middennacht gecremeerd. 
Zijn volgelingen vertrokken op 19 oktober met Nichirens as naar de berg Minobu, waar zij op 23 oktober aankwamen. Drie dagen later werd Nichirens as in een tijdelijke mausoleum geplaatst. Honderd dagen later, op 13 januari 1283, kreeg Nichiren zijn uiteindelijke rustplaats: een stoepa op Minobu. Op die dag werd een schema opgesteld wie en wanneer het graf zou onderhouden.
Sommige van zijn opvolgers ontbraken op het schema, omdat zij waren aangesteld om Nichirens leer elders in Japan te verspreiden. Door de grote afstand was het voor hen niet mogelijk regelmatig naar Minobu af te reizen. Hierdoor kwam de verantwoordelijkheid voor het onderhoud van Nichirens graf voornamelijk bij Nikko te liggen, die in Minobu achterbleef. 
Nikko werd al snel vergezeld door Niko. Deze twee leken totaal niet op elkaar en dachten zeer verschillend over het doorgeven van de Dharma.

### Fuji
Nikko vertrok daarom  in 1288 en vestigde zich aan de voet van de berg Fuji, waar hij het Nichiren-boeddhisme verspreidde en in Omosu een seminarie oprichtte. Niko bleef in Minobu en leidde de Kuon-ji.
In de jaren daarna kwamen er steeds meer nieuwe tempels bij. Niet alleen door Nikko, maar door alle opvolgers van Nichiren Shonin. En niet alleen in Japan, maar waarschijnlijk ook in China. Nichiji reisde namelijk af naar China en richtte tijdens zijn reis meerdere tempels op. 
De priesters leidden ook nieuwe priesters op, die op hun beurt weer de Dharma verspreidden en tempels bouwden.

### Kansho-overeenkomst
Alhoewel alle priesters zich inzetten voor de verspreiding van de Lotus Soetra, leggen zij niet allemaal dezelfde nadruk. Daardoor ontstonden er meerdere tradities. Van een georganiseerde school of een vereniging was in die tijd dus nog niet echt sprake. 
Sommige tradities stonden ver van elkaar af. Om deze verschillen te overbruggen, werd in 1466 een aantal afspraken gemaakt. Dit resulteerde in de ‘Kansho-overeenkomst’, die bestond uit zes regels die Nichiren-tradities dichter bij elkaar moest brengen. Deze overeenkomst kan gezien worden als de basis voor de verdere ontwikkeling van de Nichiren Shu-orde.

### Eiroku-overeenkomst
In 1564 werd een nieuwe stap gezet om de verschillende Nichiren-tradities dichter bij elkaar te brengen. Deze overeenkomst bestond uit drie eenvoudige afspraken:
1. Verspreid de mantra Namu Myoho Renge Kyo en overbrug de meningsverschillen over de gelijkwaardigheid van de verschillende delen van de Lotus Soetra;
2. Weerhoud van het slecht spreken over andere Nichiren-ordes;
3. Werf geen priesters en gelovigen bij andere Nichiren-ordes.

### Hoofdtempel
In 1632 werd de Kuonji-tempel aangewezen als de hoofdtempel van de Nichiren-orde. Dit was een gevolg van een wettelijke bepaling die de hiërarchie tussen tempels binnen een traditie regelde. Sindsdien is de Kuonji-tempel de hoofdtempel van Nichiren Shu gebleven. 

### Maatschappelijk betrokken
Al vanaf het eerste begin is de orde van Nichiren zeer maatschappelijk betrokken. Nichiren Shonin stond voor een boeddhisme dat toegankelijk was voor alle lagen van de bevolking en een geloof dat iedereen zou helpen. Hij maakte daarin geen onderscheid tussen klassen of geslacht. Hij was van mening dat iedereen in dit leven dezelfde verlichting als de Boeddha kon bereiken, zoals de Lotus Soetra zegt. Ontkenning hiervan beschouwde hij als laster en de oorzaak van vele maatschappelijke problemen.
Hij trok er dan ook op uit om de bevolking en de regering van zijn standpunten te overtuigen. Hij zag het als zijn taak de mensen te waarschuwen en te helpen hun geluk en de verlichting te vinden. Deze betrokkenheid bleef na zijn dood aanwezig binnen de Nichiren-orde. Vele van zijn leerlingen volgden zijn voorbeeld en trokken eropuit, schreven brieven naar de autoriteiten en hoopten zo iedereen dichter bij hun boeddhaschap te brengen.

### Vervolgingen
Maar deze betrokkenheid werd niet altijd in dank afgenomen. De vervolgingen van Nichiren-boeddhisten door de gevestigde orde in Japan, begonnen al bij Nichiren Shonin. Vanaf het moment dat hij de leer van de Lotus Soetra begon te onderwijzen en andere opvattingen weerlegde, werd hij meermaals verjaagd, verbannen en zelfs ter dood veroordeeld.
Ook zijn volgelingen ondergingen zware straffen. In de eeuwen na Nichirens dood zijn er meerdere golven van vervolgingen geweest. Zo werden in 1536 alle Nichiren-tempels in Kyoto verbrand en werden de priesters en volgelingen verjaagd. Honderd jaar eerder in Kamakura, werden Nichiren-priesters verbannen, hun land onteigend en werden er plannen gemaakt om lekenvolgelingen te onthoofden. Uiteindelijk gingen deze plannen niet door, uit angst voor een volksopstand: te veel gelovigen kwamen opdagen voor hun executie.

### Nichiren Shu
De werkelijke vorming van een georganiseerde school, gebeurde uiteindelijk in 1876 onder leiding van Nissatsu. Deze groep van verschillende tempels kwamen samen onder de naam ‘Nichiren Shu’. Ook andere groepen verenigden zich rond die tijd. Zo ontstonden er naast Nichiren Shu onder andere de scholen Kempon Hokke Shu, Honmon Hokke Shu en Hokke Shu. 

## Nichiren Shu tegenwoordig
Nichiren Shu is tegenwoordig op vele plekken in de wereld actief. De verspreiding van deze school begon in de Verenigde Staten, door Japanse immigranten. Later kwamen daar tempels in Hawai (1902), Brazilië en andere gebieden bij. 
Tegenwoordig zijn er Nichiren Shu tempels in onder andere Canada, het Verenigd Koninkrijk, Mexico, Duitsland, Italië, Costa Rica en Indonesië. Er is nog geen Nichiren Shu tempel in Nederland, maar er is wel een Sangha. Deze maakt onderdeel uit van de tempel in het Verenigd Koninkrijk.
Priesters binnen de orde kunnen zowel van Japanse als van niet-Japanse afkomst zijn. Zowel mannen als vrouwen kunnen priester worden en zij hoeven geen Japans te kunnen spreken. 
Wereldwijd telt Nichiren Shu meer dan vijfduizend tempels, achtduizend priesters en iets minder dan vier miljoen leden. Nichiren Shu onderhoudt goede contacten met andere scholen binnen de traditie en met andere boeddhistische stromingen.

## Links
- https://www.nichiren-shu.nl/
- https://nichiren-shu.org.uk/
- https://nichiren-shu.org/
- https://www.nichiren.or.jp/english/